# Edda Művek 2.
Edda Művek 2. – drugi studyjny album węgierskiego zespołu rockowego Edda Művek, wydany w 1981 przez Hungaroton-Pepita na LP i MC. Na Węgrzech album uzyskał status diamentowej płyty. W 1995 album został wznowiony na CD przez Hungaroton-Gong.

## Lista utworów

### Strona A
1. "Kölyköd voltam" (4:31)
2. "A hűtlen" (4:04)
3. "Kínoz egy ének" (4:38)
4. "Kék sugár" (3:11)

### Strona B
1. "A keselyű" (6:05)
2. "A torony" (3:45)
3. "Ítélet" (3:54)
4. "Néma völgy" (4:35)

## Wykonawcy
- Attila Pataky – wokal
- István Slamovits – gitara, wokal
- László Zselencz – gitara basowa
- Alfonz Barta – instrumenty klawiszowe
- György Csapó – perkusja